# Car puška
Car Puška ili Car topova je ogroman top, kojeg je 1586.g. naručio ruski car Fjodor I., a odlio ga Andrej Čokov.
Top je težak 38 tona, dug 5,34 metara, a kalibar mu iznosi 890 mm. Vanjski promjer cijevi topa iznosi 1200 mm.
Guinnessova knjiga rekorda navodi da je Car Puška, top najvećeg kalibra na svijetu.
Iz topa nikada nije pucano i namjena mu je bila samo prikazivanje vojne moći i vojnih dostignuća.
Car Puška nalazi se unutar zidina Moskovskog Kremlja (Moskva), do Car zvona (najveće zvono na svijetu, koje također nikada nije zvonilo).